# Physosiphon emarginatus
Physosiphon emarginatus é uma espécie de orquídea (Orchidaceae) que existe do México ao Peru.